# Doug Rougvie
Doug Rougvie (Ballingry, 24 maggio 1956) è un ex calciatore scozzese, di ruolo difensore.

## Carriera

### Club
Debutta nell'Aberdeen, con cui vince un campionato scozzese (1984), tre coppe nazionali (1982, 1983 e 1984), la Coppa delle Coppe UEFA e la Supercoppa UEFA 1983 sotto la guida di Sir Alex Ferguson. In seguito passa agli inglesi del Chelsea (prima divisione), quindi è acquistato dal Brighton (terza serie), vestendo anche le maglie di Shrewsbury Town (seconda serie) e Fulham (terzo livello). Nel 1989 torna in patria, giocando una sola stagione di SPL (con il Dunfermline), prima di accasarsi al Montrose e terminare la carriera nelle divisioni minori del calcio scozzese nel 1996, alla soglia dei quarant'anni.

### Nazionale
Gioca un solo match con la casacca della nazionale scozzese: il 13 dicembre 1983 parte titolare nella sfida contro l'Irlanda del Nord, persa 2-0 e valida per i British Home Championship.

## Palmarès

### Club

#### Competizioni nazionali
- Campionato scozzese: 1

Aberdeen: 1983-1984
- Coppa di Scozia: 3

Aberdeen: 1981-1982, 1982-1983, 1983-1984

#### Competizioni internazionali
- Coppa delle Coppe: 1

Aberdeen: 1982-1983
- Supercoppa UEFA: 1

Aberdeen: 1983